# Aimag
Aimag ou Aymag (em mongol:  Аймаг, em mongol:  ) é uma palavra Mongol e Turca para "tribo". Ela também é usada como um termo para subdivisão de país na Mongólia e China.

## China

### Mongólia Interior
Nas regiões autônomas da Mongólia Interior na China, a subdivisão tradicional em aimags (ligas) tinha sido preservada em primeiro lugar. As aimags representam a subdivisão diretamente abaixo do nível da província. Eventualmente a maioria dos aimags foram convertidos em cidades de nível prefeitura. A partir de 2004, os três aimags esquerda são Xilin Gol, Hinggan, e Alxa.

Mapa da Mongólia Interior khoshuu durante o governo Qing.

### Mongólia Exterior
Mongólia Exterior, uma área equivalente à do estado moderno de Mongólia fazia parte da Dinastia Qing. Durante o Império Qing a região composta de quatro Khalkha aimags (Setsen Khan Aimag, Tüsheet Khan Aimag, Sain Noyon Khan Aimag e Zasagt Khan Aimag), ou de Khalkha mais Khovd e Tannu-Tuva.[carece de fontes?]

## Mongólia
Na Mongólia, um aimag é a subdivisão administrativa de primeiro nível e traduzido em Inglês pela Statoids.com  e CIA Factbook  como província.
A capital Ulan Bator é administrada como um município independente.
Cada aimag é novamente subdividida em Sums.